# Fluorschorl
El fluorschorl és un mineral de la classe dels silicats, que pertany al grup de la turmalina. Rep el seu nom de la seva relació amb el schorl.

## Característiques
El fluorschorl és un ciclosilicat de fórmula química Na(Fe₃2+)Al₆(Si₆O18)(BO₃)₃(OH)₃F. Va ser aprovada com a espècie vàlida per l'Associació Mineralògica Internacional l'any 2011. Cristal·litza en el sistema trigonal. És l'anàleg amb fluor del schorl, amb el qual existeix una sèrie de solució sòlida.
Segons la classificació de Nickel-Strunz pertany a «09.CK - Ciclosilicats, amb enllaços senzills de 6 [Si₆O₁₈]₁₂, amb anions complexos aïllats».

## Formació i jaciments
Va ser descrita gràcies a mostres obtingudes a dues localitats: a Steinberg, Zschorlau (Erzgebirge, Alemanya) i a Le Cave, Grasstein (Trentino - Alto Adige, Itàlia).